# Gervasio de Melkley
Gervasio de Melkley o Gervais de Melkeley (nacido c. 1185, fl. 1200-1219) fue un erudito y poeta francés.

## Biografía
Gervasio nació en Inglaterra alrededor de 1185, estudió en Francia, probablemente en Ruan, con el poeta Johannes de Hauvilla. Pasó su vida adulta en Inglaterra, donde se atestigua por última vez en 1219.
El cronista inglés Mateo de París lo menciona como un astrólogo y una autoridad en la biografía de Stephen Langton, arzobispo de Canterbury. También lo describe como el autor del epitafio de Guillermo el Mariscal, primer conde de Pembroke, fallecido en 1219.
En su obra, se refiere a sí mismo como Gervasius de Saltu Lacteo.

## Ars versificaria
Escribió Ars versificaria (El arte de la versificar) probablemente en 1215–1216, utilizando tanto fuentes clásicas como medievales. Dirigido a estudiantes de retórica, incluye una lista de lecturas recomendadas y trata principalmente de figuras retóricas y gramaticales, con ejemplos, y da algunos apuntes sobre la formación de palabras. Esta obra también se conoce con los títulos Ars poetica y De arte versificatoria et modo dictandi.
El libro consta de tres partes. La primera parte discute los principios básicos comunes a todos los tipos de discurso. La segunda parte está dedicada a la composición, discutiendo proverbios, elegancia de estilo, argumentos, reglas de composición de versos y  prosa. La tercera parte trata de la escritura de cartas.
Entre sus fuentes se encuentran autores como Horacio (Ars Poetica), Cicerón (De inventione), Elio Donato (Barbarismus) y Juvenal, así como Cosmographia de Bernardo Silvestre, Anticlaudianus de Alain de Lille, Architrenius de Johannes de Hauvilla y Geoffrey de la Poetria nova de Vinsauf. También cita el Libro de los salmos y algunos de sus propios poemas cortos.
El libro está dedicado a cierto Johannes Albus.
El manuscrito se conserva en Balliol College, Oxford (MS. Balliol, 276).

## Poemas
Además de Ars versificaria, sus poemas también se conservan en una colección de poesía de principios del siglo XIII conocida como Antología Hunteriana. Además de las obras de Gervasio, la antología también incluye obras de Mateo de Vendôme, Geoffrey de Vinsauf y algunos poemas de autoría desconocida.
La mayoría de sus poemas son pareados elegíacos que incluyen: 
- "Parmenidis rupes", donde reza para que se le conceda la comprensión de las complejidades aristotélicas.[1]
- "Magnus Alexander", en honor a John de Gray, obispo de Norwich. Escrito en 1200, felicita a Norwich por el obispo recién elegido y lo compara con Juan el Bautista y Juan el Apóstol.[10]
- Un largo poema sobre los amantes de Ovidio Píramo y Tisbe, conocido por una copia incompleta.  Probablemente fue escrito como un ejercicio retórico cuando Gervasio era un escolar.[14]
- "In honorem matris Dei", a la Virgen María, su único poema rítmico conocido.